# Gobierno conservador de los 30 años
El Gobierno conservador de los 30 años corresponde al período en que el capitán general Rafael Carrera y Turcios gobernó Guatemala, junto con los miembros del Clan Aycinena. Los criollos del Partido Liberal lo acusaban de ser un militar analfabeto, y se decía que firmaba con el nombre «Racaraca», nombre por el cual pasaría a ser conocido por los guatemaltecos luego de la Reforma Liberal en 1871.  Para los criollos conservadores, Carrera fue más conocido como «Caudillo Adorado de los Pueblos». Fue un estratega militar que venció a El Salvador y Honduras en la Batalla de La Arada. El régimen de los 30 años estuvo condicionado por la Guerra de Secesión de los Estados Unidos, la expansión de Inglaterra en Centroamérica, particularmente en Belice, Roatán en Honduras y el Reino de Mosquitia en Nicaragua, la ocupación militar de México por los Estados Unidos que dio como resultado la incorporación a este país de cerca de 900 000 km² mexicano, la «fiebre de oro» en California, la declaración de Nicaragua como un Estado más de los Estados Unidos (esclavista y hablando inglés), gobernado por William Walker, y que desencadenó la Guerra contra los Filibusteros. El 21 de marzo de 1847 firmó un decreto proclamando a Guatemala como República soberana e independiente, separándola definitivamente de la patria federada centroamericana, y se hizo llamar «fundador de la Nueva República». Con esta medida Guatemala pudo iniciar sus acciones como Estado soberano y entablar relaciones con las potencias europeas. Carrera fue nombrado presidente vitalicio en 1854 y gobernó Guatemala hasta su muerte, ocurrida el Viernes Santo 14 de abril de 1865 tras ser envenenado durante unas vacaciones en Escuintla.
El período continuó por otros seis años, dirigido por el mariscal Vicente Cerna y Cerna, hasta que este fue derrocado por la Reforma Liberal el 30 de junio de 1871.

## Historia

### Revuelta campesina contra Mariano Gálvez
En febrero de 1838, las fuerzas de Rafael Carrera, líder de la revuelta campesina, tomaron la Ciudad de Guatemala, pero cuando retornaron a Mataquescuintla en marzo se inició situación de anarquía tal, que los criollos guatemaltecos —tanto liberales como conservadores, incluyendo a Pavón y los recién retornados miembros del Clan Aycinena— solicitaron al general Francisco Morazán que fuera a Guatemala a pacificar el Estado, y ofrecieron conferirle poderes dictatoriales y proporcionarle dinero para el efecto. De esta forma, Morazán entró a Guatemala acompañado de José Francisco Barrundia y Cepeda —quien era uno de los consejeros de Gálvez que había huido de Guatemala cuando Carrera tomó la ciudad— y obligó a Carrera a refugiarse en las serranías de Mita, mientras reprimía fuertemente el oriente guatemalteco para terminar con la revuelta campesina.  Morazán entonces le encomendó a Pavón y Aycinena la jefatura política de Antigua Guatemala.
Los criollos de ambos partidos celebraron hasta el amanecer el hecho de que tuvieran al fin a un caudillo como Morazán, capaz de derrotar a la rebelión del campo.  Morazán utilizó los recursos que le proporcionaron los criollos guatemaltecos para apoyar a Los Altos y luego sustituyó al gobernador Valenzuela por Mariano Rivera Paz, allegado al Clan Aycinena, aunque no le retornó al clan los bienes confiscados en 1829; en venganza, Juan José de Aycinena y Piñol votó a favor de la disolución de la Federación Centroamericana en San Salvador un poco más tarde, obligando con ello a Morazán a regresar a El Salvador para luchar por su moribundo mandato federal. En el camino, Morazán incrementó la represión en el oriente guatemalteco, como escarmiento por haber ayudado a Carrera, a quien consideraba vencido.
Tras recuperar fuerzas, en septiembre de ese año Carrera intentó un asalto a la capital de Guatemala, pero el general liberal Carlos Salazar Castro lo derrotó en los campos de Villa Nueva, y Carrera tuvo que replegarse nuevamente al oriente del Estado. Tras varios intentos infructuosos de tomar la Antigua Guatemala, la Ciudad de Guatemala y Quetzaltenango, Carrera fue cercado y herido y tuvo que capitular ante el general mexicano Agustín Guzmán, comandante en jefe del ejército liberal del Estado de Los Altos —a quien Manuel Francisco Pavón fue a pedir ayuda tras el ataque de los campesinos a Antigua Guatemala, y aconsejó sobre como debía tratar con Carrera. Los tres firmaron el «convenio del Rinconcito» por el cual Morazán no pudo fusilar a Carrera, pues necesitaba del apoyo del campesinado guatemalteco para poder contrarrestar los ataques de Francisco Ferrera en El Salvador; en lugar de eso, se vio obligado a nombrarlo como jefe militar de Mita, pero sin armas; cuando estaba en Mita, Ferrera lo invitó para reunirse, a lo que accedió; sabiendo que Morazán iba a atacar El Salvador, decidieron que Carrera iba a atacar la Ciudad de Guatemala y para ello Ferrera le dio mil armas y municiones.

### Golpe de Estado de 1839
A pesar de las recomendaciones de su allegados de aplastar definitivamente las fuerzas de Carrera, Salazar intentó negociar con éste por la vía diplomática. Incluso, para demostrar a Carrera que ni se le temía ni se le desconfiaba, retiró las fortificaciones que había en la capital guatemalteca desde la batalla de Villa Nueva. Aprovechando la buena fe de Salazar y las armas de Ferrera, el 13 de abril de 1839 Carrera tomó por sorpresa la plaza de Guatemala.
Por su parte, Salazar Castro prefirió huir en vez de ponerse al mando de sus tropas; en camisa de dormir, saltó por los tejados de las casas vecinas y buscó refugio. Disfrazado de campesino , dejó la ciudad y abandonó Guatemala; llegó a El Salvador y finalmente fue a Costa Rica. Barrundia y Mariano Gálvez también huyeron antes de la llegada de Carrera; las hordas del líder campesino fueron a buscarlos a sus casas pero ya no los encontraron; otros como la familia del doctor Pedro Molina Mazariegos, José Bernando Escobar y otros declarados líderes anticlericales tuvieron que asilarse irónicamente en parroquias y casas particulares para escapar de la persecución.
Ya sin Salazar, Carrera restituyó a Mariano Rivera y Paz, como gobernador del Estado de Guatemala; fue a su casa y le dijo: 
«No venimos a matar gente, sino a restituir a las autoridades. Vuesta merced fue arrancado por Morazán de su puesto y nosotros venimos a colocarle de nuevo en su lugar.»
Rivera Paz a su vez lo nombró general en jefe del Ejército aunque en realidad era Carrera quien tenía el mando absoluto en Guatemala y se constituyó en un fuerte aliado de Ferrera. Además Rivera y Paz hizo regresar del exilio a José Antonio Larrave, a quien nombró jefe político del departamento de Guatemala; sus otros nombramientos fueron:
- Alcalde de la ciudad de Guatemala: Marcial Zebadúa
- Jefe político de Antigua Guatemala: Andrés Andreu
- Jefe político de Escuintla: Pantaleón Arce
- Jefe político de Chimaltenango: Manuel Gálvez
- Jefe político de Amatitlán: José Batres Montúfar[13]

Enterado de esto, Manuel Francisco Pavón Aycinena, quien se encontraba en Ciudad Vieja durante el golpe de Estado del 13 de abril, fue a la Ciudad de Guatemala y desde ese momento empezó a colaborar con Carrera, a fin de que el clan Aycinena fuera recuperando poco a poco su influencia en los asuntos del Estado de Guatemala.  El 9 de mayo Pavón y Aycinena empezó a publicar un periódico llamado Tiempo, que se convirtió en el portavoz del gobierno conservador y se dedicaba a desmentir los ataques de los periódicos liberales que eran publicados en El Salvador y en el Estado de Los Altos;  luego, el 29 de mayo de 1839 se restableció la Asamblea Constituyente que se había convocado en 1838 y que había sido disuelta por Morazán.
El gobierno de Rivera y Paz estableció pactos de amistad y alianza con Honduras en mayo, con el Salvador en junio, con Nicaragua en julio y con Costa Rica en agosto, todo siguiendo el consejo de Pavón y Aycinena; también permitió que regresar el arzobispo metropolitano que había sido expulsado por los liberales, clausuró la Academia de Ciencias y restituyó la Universidad de San Carlos, y restableció la Sociedad de Amigos del País y el Consulado de Comercio, principales entes gremiales de los miembros del clan Aycinena.

### Recuperación de Los Altos y segunda invasión de Morazán a Guatemala

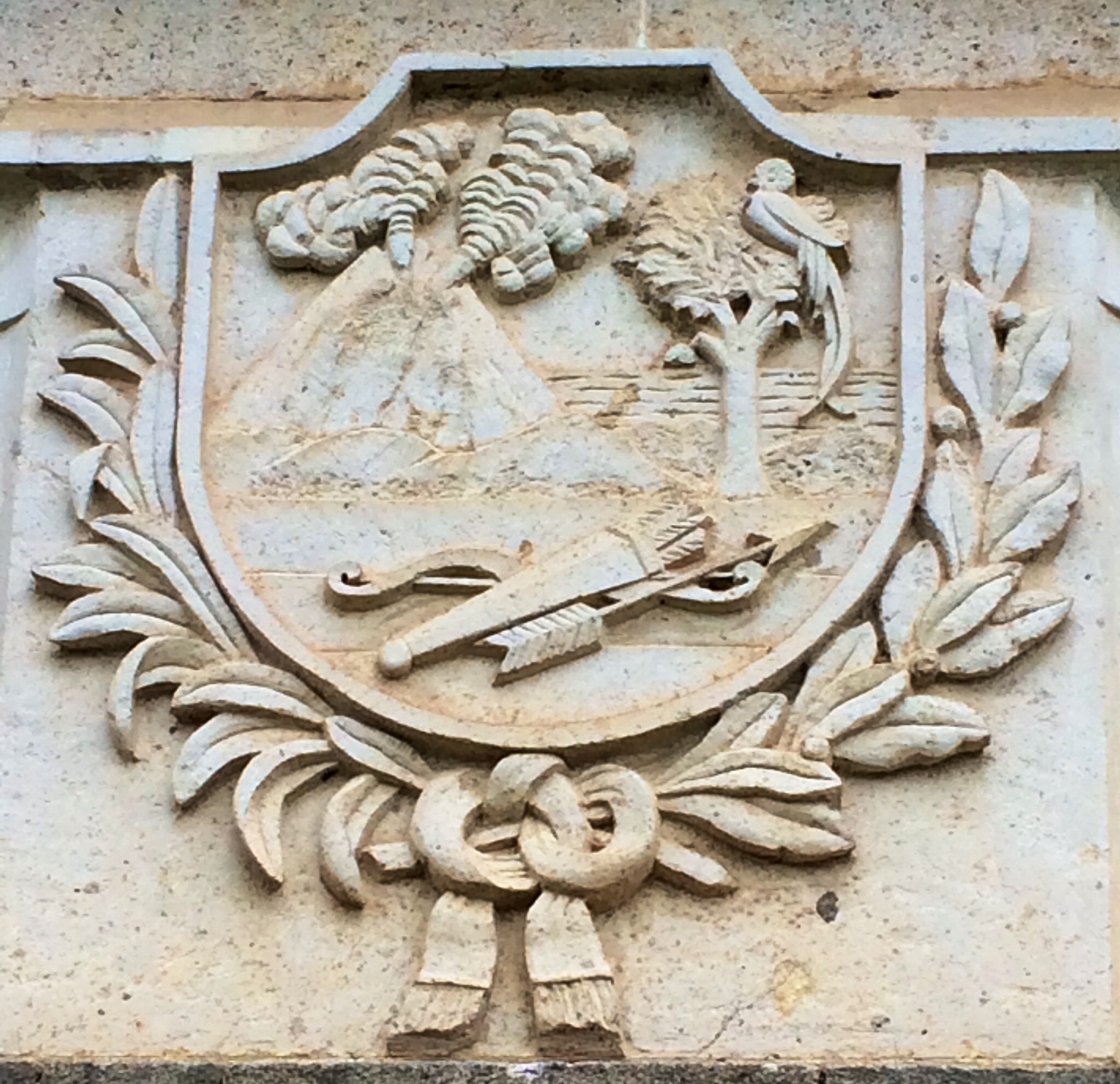
Escudo del Estado de los Altos esculpido en piedra en la tumba de los héroes altenses en el Cementerio de Quetzaltenango.

Las revueltas indígenas en el Estado de Los Altos alcanzaron su punto crítico el 1.º de octubre de 1839. Los indígenas acudieron a Carrera en busca de protección. Mientras Carrera se preparaba reclutando voluntarios en la Verapaz, el gobierno de Guatemala intentó llegar a una solución pacífica, y el 18 de diciembre de 1839 apremió al representante de Los Altos en Guatemala a firmar un convenio de paz y amistad; el tratado garantizaba la paz, pero con la condición de que Los Altos tenía que devolver a Guatemala las armas que Agustín Guzmán le había confiscado a Carrera cuando lo apresó en enero de 1839. Mientras los altenses consideraban aceptar el ultimátum guatemalteco, Carrera publicó una proclama en la que llamó a los indígenas de Los Altos a rebelarse en contra del gobierno quetzalteco, lo que provocó revueltas de las que el gobierno guatemalteco se valió en enero de 1840 para decir que los indígenas rogaban a Carrera para salvarlos de la «opresión de los liberales quetzaltecos».
Al mediodía del 20 de enero de 1840, Carrera se dirigió a la frontera con el Estado de Los Altos para esperar al enviado del estado altense con la ratificación del ultimátum y el cargamento de armas;  mientras esperaba, arengaba a sus tropas diciéndoles que el enemigo liberal todavía tenía a Quezaltenango sumido en la opresión y la tiranía y que, junto con San Salvador, era el único obstáculo para que retornaran a sus hogares. Para contener una posible invasión de las fuerzas morazánicas desde El Salvador, Carrera envió a Vicente Cruz a guardar la frontera.
El gobierno de Los Altos envió un emisario a Morazán, pero este fue interceptado por las fuerzas de Carrera; entonces, el 22 de enero el general Agustín Guzmán declaró la guerra a Guatemala. Tras algunas escaramuzas, los ejércitos se enfrentaron en Sololá el 25 de enero; Carrera venció a las fuerzas del general Agustín Guzmán e incluso apresó a éste El gobierno quetzalteco colapsó entonces, pues aparte de las derrotas militares, los poblados indígenas abrazaron la causa conservadora de inmediato; al entrar a Quetzaltenango al frente de dos mil hombres, Carrera fue recibido por una gran multitud que lo saludaba como su «libertador».
Carrera impuso un régimen duro y hostil para los liberales altenses, pero bondadoso para los indígenas de la región —derogando el impuesto personal— y para los eclesiásticos restituyendo los privilegios de la religión católica; llamando a todos los miembros del cabildo criollo les dijo tajantemente que se era bondadoso con ellos por ser la primera vez que lo desafiaban, pero que no tendría piedad si había una segunda vez. El general Guzmán, y el jefe del Estado de Los Altos, Marcelo Molina, fueron enviados a la capital de Guatemala, en donde fueron exhibidos como trofeos de guerra durante un destile triunfal el 17 de febrero de 1840; en el caso de Guzmán, engrilletado, con heridas aún sangrantes, y montado en una mula. El 13 de agosto fue nombrado corregidor, comandante general del ejército y superintendente de la región de Los Altos.
El 18 de marzo de 1840, siendo Morazán jefe liberal de la ya moribunda Federación Centroamericana y del Estado de El Salvador, invadió a Guatemala con mil quinientos soldados para vengar el ultraje hecho a los vencidos en Los Altos, pues temía esta acción fuera el golpe final a los esfuerzos liberales de mantener unida a la Federación Centroamericana. Carrera fingió huir y llevó al improvisado ejército a las alturas de Aceituno dejando la ciudad a merced del ejército de Morazán, con las campanas de sus veintidós templos tañendo en petición de socorro divino. En cuanto llegó a la capital, Morazán la tomó fácilmente y liberó a Guzmán, quien inmediatamente partió para Quetzaltenango para dar la noticia de que Carrera estaba derrotado; Carrera entonces, aprovechando que los enemigos se creían victoriosos, aplicó una estrategia de concentración de fuego en el Parque Central de la ciudad y la complementó con la táctica del ataque sorpresa con la cual provocó grandes bajas al ejército de Morazán para, finalmente, obligar a los sobrevivientes a luchar cuerpo a cuerpo. Carrera derrotó a las fuerzas de Morazán de manera fulminante, hasta el punto de que éste, ayudado por Ángel Molina -quien era hijo del líder liberal Pedro Molina Mazariegos y conocía los callejones al oeste de la ciudad-, tuvo que huir con sus predilectos disfrazado y gritando «¡Que viva Carrera!» por el barranco del Incienso hacia El Salvador, para salvar la vida.
En Guatemala, los salvadoreños sobrevivientes fueron fusilados sin piedad, mientras Carrera estaba fuera en persecución de Morazán, a quien no logró darle alcance.

### Recuperación definitiva del Estado de Los Altos
Cuando Guzmán llegó a Quetzaltenango con la noticia de que Morazán había triunfado en la ciudad de Nueva Guatemala de la Asunción, la élite criolla liberal de la ciudad declaró nuevamente vigente el Estado de Los Altos. Carrera, envió al militar salvadoreño Francisco Malespín a avisar a las comunidades k'iche' y k'achikel que se prepararan nuevamente a combatir a los criollos quetzaltecos, y luego salió para Quetzaltenango decidido a escarmentar a los liberales quetzaltecos. Al conocer esta noticia, la mayoría de los miembros del cabildo salió huyendo y los pocos que quedaron quisieron retractarse y pedir perdón por haber tratado de formar el estado nuevamente. Pero mientras los indígenas de la región perseguían a los criollos que huyeron, Carrera apresó a los miembros del cabildo que se habían quedado y luego los mandó fusilar, a pesar de que la población altense que murmuraba «¡Masacre! ¡Masacre!» Como resultado, los criollos liberales quedaron debilitados y mermados, y los conservadores capitalinos atemorizados; pero las poblaciones indígenas de Quetzaltenango se dieron cuenta de que tenían un aliado fuerte en Carrera.
Cuando Carrera regresó a Guatemala a atender a su madre agonizante, los liberales de la ciudad salieron huyendo y el temor hizo presa de los conservadores del Clan Aycinena, pues estaba claro que, de haberlo querido, Carrera hubiera podido llevar a cabo la venganza indígena y aniquilar a todos los blancos. Lo único que evitó una nueva masacre fue el hecho de que Carrera necesitara del dinero del Clan Aycinena para pagarle a sus tropas.

### Exilio y retorno de Carrera (1848-1849)
Luego de la fundación de la República de Guatemala el 21 de marzo de 1847 la situación de Guatemala era caótica.  Para agosto de 1848 Serapio Cruz (conocido como «Tata Lapo») asaltaba el Quiché promoviendo revueltas en contra del gobierno; había revueltas en el oriente del país; los liberales y conservadores se mantenían en constante pugna, y en medio de todo esto, el presidente Carrera se dio cuenta de que su prestigio se esfumaba y que era conveniente renunciar, lo que hizo con el siguiente manifiesto a la Asamblea Legislativa: «Estoy resuelto a no permanecer más tiempo en la capital y a trasladarme a un país extranjero. Suplico a los señores representantes que, en recompensa por mis cortos servicios, se sirvan hacer el sacrificio de mantenerse en sesión permanente hasta admitir mi renuncia y nombrar quién me suceda.  Yo permaneceré en el despacho, mientras este respetable cuerpo se halle reunido.»
La Asamblea aceptó la renuncia de Carrera en el acto, pasando a deliberar quién debería sustituirle.  Al final, escogieron al señor Juan Antonio Martínez porque pasaba de los sesenta años, había mantenido una posición prudente con todos los gobiernos, había acrecentado su capital honradamente, su firma gozaba del mejor crédito y era liberal moderado, ejemplar padre de familia, sin vicios y con poca ambición de mando pública.
Carrera partió a México en 1848; en su ausencia, la Asamblea Legislativa, ahora en poder de los liberales, dictó una disposición por la que se le declaraba fuera de la ley que debía aplicársele la pena de muerte si osaba regresar al país.
El 26 de agosto de 1848, durante la breve ausencia de Carrera del poder central, y aprovechando que Mariano Paredes había sido llamado a Guatemala para hacerse cargo de la situación tras la renuncia de Martínez y del sucesor de éste José Bernardo Escobar, los capitulares quetzaltecos, con el apoyo del Presidente de El Salvador, Doroteo Vasconcelos, y de la facción anticarrerista de Vicente y Serapio Cruz, proclamaron, una vez más, su segregación de Guatemala con el general Agustín Guzmán como presidente interino; el 5 de septiembre, eligieron un gobierno interino dirigido por Fernando Antonio Martínez.

### Retorno triunfal de Carrera a Guatemala

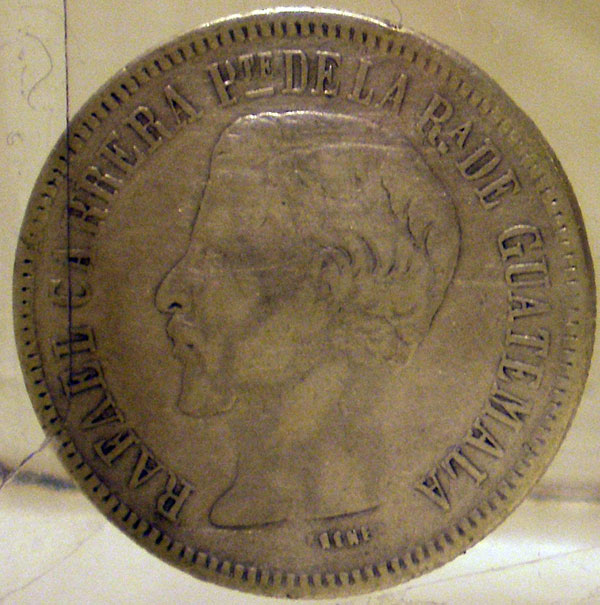
Moneda con la efigie del presidente Rafael Carrera.

En su ausencia, Guatemala entró en una profunda crisis: había crímenes políticos de importantes personalidades y bandoleros sueltos por todo el país; el gobierno dictaba leyes, pero nadie las cumplía. El expresidente Mariano Rivera Paz y el general Vicente Cruz, hermano de Serapio Cruz fueron asesinados cuando intentaron tomar posesión del cargo de corregidor de Jalapa en 1849. A fines de abril, Carrera regresó a Guatemala por la frontera de Huehuetenango, a pesar de la insistencia de Petrona para que no lo hiciera, ya que ella sabía que lo perdería de una u otra forma: ya fuera que lo mataran en combate o, si sobrevivía, quedaría en brazos de sus amantes. Carrera conferenció con los líderes de las etnias k'iche', q'anjobal, y mam convenciéndoles de que debían unirse entre todas para defenderse. Carrera formó, inadvertidamente, una conciencia indígena en el occidente del país, la cual constituyó la base de su poder militar en el área.
El gobierno de Paredes nombró al mayor José Víctor Zavala como corregidor de Suchitepéquez para detener a Carrera; pero Zavala, en vez de detener a Carrera, se puso a sus órdenes. Agustín Guzmán, líder del recién formado Estado independiente de Los Altos, se dirigió a Antigua Guatemala para conferenciar con enviados de Paredes y decidir qué estrategia usar contra Carrera; Carrera, por su parte, aprovechó la ausencia de Guzmán para apoderarse de Quetzaltenango, pues ya contaba con el apoyo militar de Zavala en Suchitepéquez.
Al saber la noticia, y al enterarse del masivo apoyo de las diferentes etnias indígenas al general Carrera, el presidente Mariano Paredes, tras mucho deliberar con liberales y conservadores, finalmente siguió el consejo del conservador Luis Batres Juarros, quien le hizo ver que combatir a Carrera era abrir un frente en el occidente del país, y dispuso revocar la pena de muerte sobre Carrera y nombrarlo comandante general de las Armas, con autorización para atender a la pacificación de los pueblos conmovidos en el oriente del país, y para dirigir las operaciones militares de la manera que lo creyere conveniente. Paredes y Juarros tenían presente también la Guerra de Castas que estaba enfrentando a los nativos contra los criollos en Yucatán. Ante este decreto, los principales líderes liberales huyeron hacia El Salvador, donde les dio asilo el presidente Doroteo Vasconcelos. Finalmente, Carrera entró triunfalmente en la Ciudad de Guatemala el 8 de agosto de 1849 y Paredes evitó formar un frente occidental combatiendo a Carrera en Quetzaltenango.
Guzmán, por su parte fue a Jalapa en donde logró una tregua temporal con los líderes rebeldes León Raymundo, Roberto Reyes y Agustín Pérez; los rebeldes saquearon Jalapa el 3 y 4 de junio. Guzmán, entonces, se fue a El Salvador donde emitió un comunicado en el que atacaba la perfidia y la inmoralidad del salvaje Rafael Carrera quien había desgobernado Guatemala en los últimos nueve años. En su comunicado hizo ver que se había ido a El Salvador para retirarse de la vida pública, pero que no podía permanecer impasible ante los hechos que ocurrían en Guatemala y que iba a combatir el retorno de Carrera con la ayuda de El Salvador, Honduras, Nicaragua y el resurgido Estado de Los Altos. Prácticamente se autonombraba el sucesor de Morazán en su empeño de combatir al general Carrera; sin embargo, no logró apoyo suficiente para llevar a cabo sus propósitos.

### Guerra de castas de Yucatán

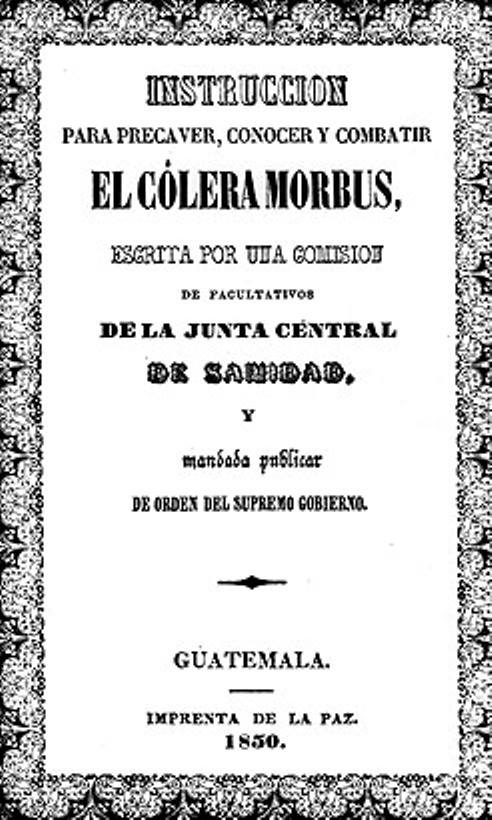
Manual contra el cólera, redactado por una comisión de médicos para contrarrestar los efectos de la epidemia en 1850.

Supeditados como estaban al poder de Carrera, los criollos guatemaltecos temieron que se produjera una guerra similar a la que ocurría en Yucatán, en donde la inconformidad del pueblo maya era patente desde antes de la independencia de México. Las condiciones de vasallaje en que se encontraban los indígenas mayas que habían sido conquistados en el siglo xvi y su enorme superioridad numérica en la península de Yucatán mantenían a la región en un estado permanente de tensión social. La Guerra de Castas surgió en Yucatán debido, en parte, a las precarias condiciones de vida de los indígenas mayas en la península: sólo los criollos y algunos mestizos eran yucatecos con plenos derechos y, en general, ellos solían ocupar la parte superior de la escala social y económica, por lo que los mayas, pertenecientes a la clase depauperada, no se sentían parte de ellos, eran simplemente mayas, foráneos en su propio territorio, en la tierra de sus antepasados.
Ante esa situación de pobreza y desigualdad social, los indígenas mayas se sublevaron. En julio de 1847, siendo gobernador de Yucatán Santiago Méndez, su administración se percató de una enorme concentración de indígenas armados y con reservas de alimentos, en la hacienda Culumpich, propiedad de Jacinto Pat, batab (caudillo) maya, a 40 km de Valladolid. Tras ese descubrimiento, con la intención de sofocar cualquier revuelta, Manuel Antonio Ay, líder maya principal en Chichimilá, fue aprehendido bajo el pretexto de habérsele encontrado una carta en la que se planeaba la insurrección, después de lo cual fue juzgado sumariamente y ahorcado en la plaza de Santa Ana en Valladolid.
Posteriormente, en busca de los otros caudillos, la población de Tepich fue incendiada y sus habitantes duramente reprimidos. En respuesta a ello, el 30 de julio de 1847, Cecilio Chi atacó Tepich en el oriente, ordenando la muerte de todos los pobladores blancos. Jacinto Pat se incorporó desde el sur con sus huestes. Había estallado la guerra que duró 54 años y no concluyó oficialmente sino hasta 1901, aunque los problemas de fondo que la originaron continuarían siendo motivo de inquietud social hasta bien entrado el siglo xx. Un año después, en 1848 la guerra de castas había cundido por toda la península y parecía por momentos que los indígenas lograrían exterminar a la población blanca.
Al ganar fuerza la rebelión y al paso del tiempo los mayas lograron tomar una gran parte de la península. El ya gobernador Miguel Barbachano y Tarrazo se vio obligado a solicitar apoyo militar al gobierno de México que a la sazón se encontraba sufriendo las consecuencias de la intervención norteamericana, conflicto en el cual Yucatán había decidido (por un acuerdo entre Santiago Méndez Ibarra y Miguel Barbachano, líderes políticos que estuvieron en pugna la mayor parte del tiempo) permanecer neutral. Debe recordarse que en aquellos años Yucatán se encontraba separado de México, por lo que el gobierno del país condicionó su apoyo a la reincorporación de Yucatán a la nación mexicana.

### Muerte de Agustín Guzmán
El general liberal mexicano Agustín Guzmán, quien estuvo luchando araduamente contra Carrera como jefe del ejército del desaparecido Estado de Los Altos, regresó a Guatemala una última vez en 1849 y en compañía del líder rebelde Agustín Pérez empezaron a combatir las fuerzas guatemaltecas en el oriente del país. Carrera y sus generales salieron a perseguirlos, pero los rebeldes lograron escapar de ellos y se enfilaron directamente a la Ciudad de Guatemala, en la cual sólo estaba el coronel Ignacio García Granados con un pequeño contingente de soldados. Avisado de que los invasores estaban ya en Chinautla, a sólo doce kilómetros de la ciudad, García Granados envió una pequeña tropa a la Plaza de Armas con un cañón, mientras él trató de resistir a los rebeldes en el Cerrito del Carmen. García Granados poco pudo hacer contra Guzmán y Reyes, quienes llegaron hasta la casa de Carrera y le prendieron fuego, sabiendo que dentro se encontraba la familia del caudillo guatemalteco. Tras incendiar la casa, se dirigieron al Palacio Presidencial, en la Plaza de Armas, donde fueron recibidos con fuego del único cañón con que contaban las fuerzas defensoras, quienes gracias a un ardid lograron diezmar a los atacantes. Guzmán fue herido gravemente, y murió poco después, cuando huía de la ciudad junto con lo que quedaba de sus tropas.

### Batalla de la Arada
El gobernante salvadoreño Doroteo Vasconcelos dio asilo a los liberales guatemaltecos, entre quienes estaba José Francisco Barrundia quien fundó un periódico para atacar a Carrera, aprovechando hechos como el del atentado del Marimbero. Vasconcelos alimentó, durante todo un año a la facción rebelde «La Montaña», en el oriente de Guatemala distribuyendo dinero y armas entre los sublevados. A fines del año de 1850, Vasconcelos se sintió cansado de esta guerra lenta contra Guatemala y decidió obrar abiertamente. Así las cosas, el mandatario salvadoreño inició una cruzada contra el régimen conservador de Guatemala, invitando a participar en la alianza a Honduras y Nicaragua; pero de ambos gobiernos solo el hondureño presidido por Juan Lindo aceptó participar en la invasión. Entre tanto, en Guatemala, donde se conocían perfectamente los planes de invasión en su contra, el presidente de Mariano Paredes tomó las previsiones necesarias para enfrentar la situación, mientras el arzobispo Francisco de Paula García Peláez ordenó rogativas de paz en su arquidiócesis.
El día 4 de enero de 1851 se reunieron en Ocotepeque los presidentes de Honduras y El Salvador, con la cual quedó sellada la alianza en contra de Guatemala. El ejército salvadoreño se componía de 4000 hombres perfectamente municionados y con apoyo de artillería; los hondureños por su parte, aprestaron 2000 hombres para la campaña. El grueso de las fuerzas aliadas se situó en Metapán, por ser esta una ubicación próxima a Honduras y a la frontera guatemalteca.
La «Batalla de la Arada» se libró el 2 de febrero de 1851 cerca de la ciudad de Chiquimula en Guatemala, entre las fuerzas de Guatemala y un ejército aliado de Honduras y El Salvador. La batalla formó parte de la guerra entre el gobierno conservador de Guatemala contra la coalición liberal de El Salvador y Honduras, y fue la amenaza más patente para Guatemala de perder su soberanía como República. El combate se saldó con una contundente victoria de las fuerzas de Carrera, que selló definitivamente su hegemonía en la región.
Pocos meses después de la batalla de la Arada, el 19 de octubre de 1851 la Asamblea Constituyente de Guatemala, que había sido convocada el 24 de mayo de 1848 emitió el Acta Constitutiva de la República de Guatemala, en la que se especifican las funciones de los diferentes representantes de la nación. Esta acta fue elaborada para acomodar las necesidades de Carrera e indicaba que el presidente de la República sería elegido cada cuatro años por una Asamblea General compuesta por la Cámara de Representantes, arzobispo metropolitano, de los miembros de la Corte Suprema de Justicia y de los vocales del Consejo de Estado; también especificaba que el presidente podía ser reelecto.  Las atribuciones del presidente incluían la inspección de los establecimientos públicos y tribunales. En los artículos transitorios se especificaba que el primer presidente sería elegido por la Asamblea Constituyente, los miembros de la Corte de Justicia y los del Consejo de Estado; este presidente ejercería el poder del 1 de enero de 1852 al 1 de enero de 1856.
Así pues, el 22 de octubre de 1851 la Asamblea Nacional nombró como presidente al capitán general Rafael Carrera.

### Concordato de 1852
En 1854 se estableció el Concordato con la Santa Sede, el cual había sido suscrito en 1852 por el cardenal Jacobo Antonelli -secretario de Estado de la Santa Sede- y Fernando Lorenzana -ministro plenipotenciario de Guatemala ante la Santa Sede. Por medio de este tratado, -el cual fue diseñado por el líder del Clan Aycinena, Dr. y clérigo Juan José de Aycinena y Piñol- Guatemala otorgaba la educación del pueblo guatemalteco a las órdenes regulares de la Iglesia Católica, se comprometía a respetar las propiedades y los monasterios eclesiásticos, autorizaba el diezmo obligatorio y permitía que los obispos censuraran lo que se publicaba en el país; a cambio de ello, Guatemala recibía gracias para los miembros del ejército, permitía que quienes hubiesen adquirido las propiedades que los liberales habían expropiado a la Iglesia en 1829 las conservaran, percibía impuestos por lo generado por las propiedades de la Iglesia, y tenía el derecho de juzgar con las leyes guatemaltecas a los eclesiásticos que perpetraran crímenes. El concordato mantenía la relación estrecha entr Iglesia y Estado y estuvo vigente hasta la caída del gobierno conservador del mariscal Vicente Cerna y Cerna.

### Presidencia vitalicia de Carrera

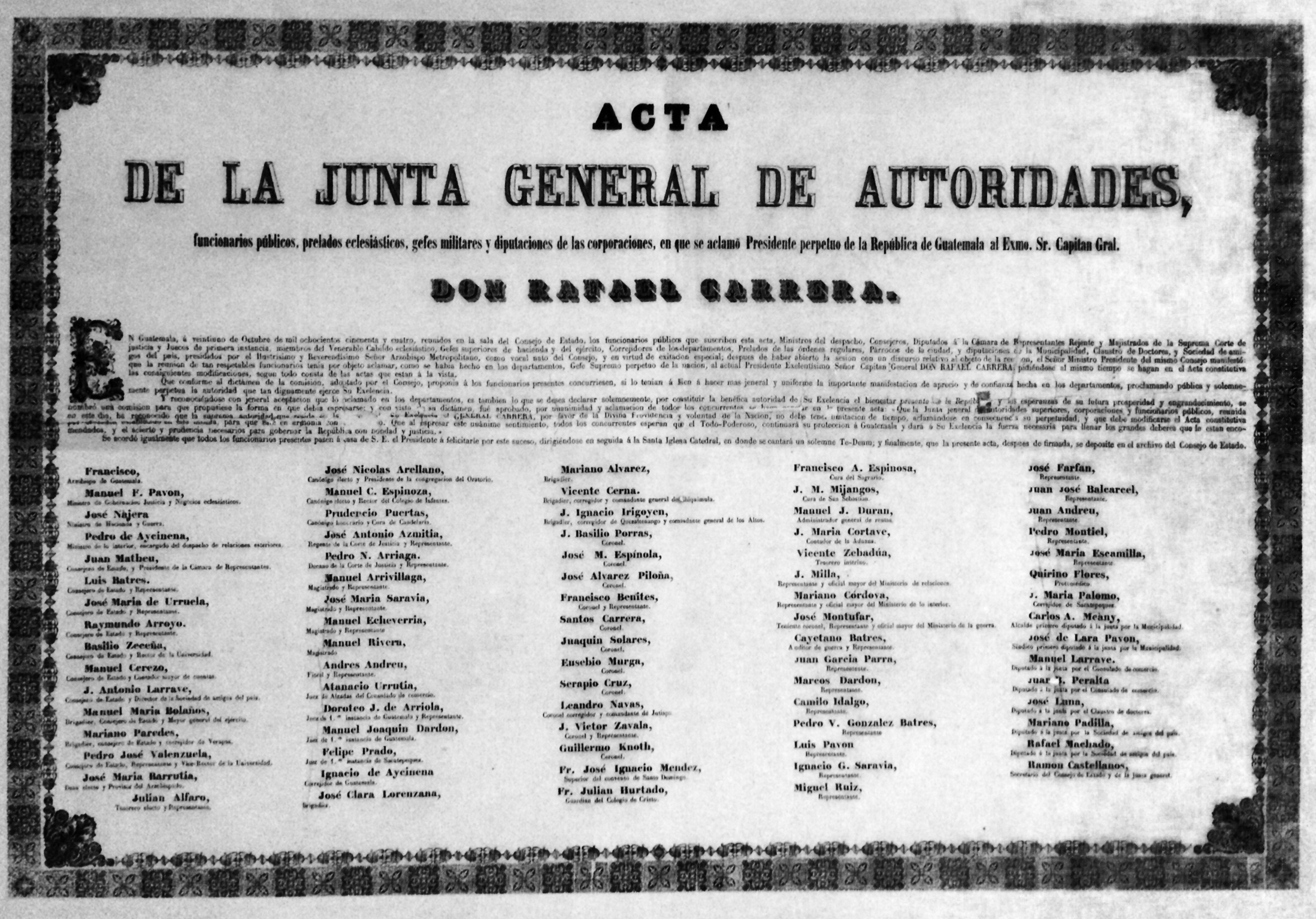
Acta en donde se declara presidente vitalicio a Rafael Carrera
Museo Nacional de Historia de Guatemala.

En 1854 Carrera fue nombrado presidente vitalicio. Únicamente el claustro de la Pontificia Universidad de San Carlosl se opuso al nombramiento con argumentos de que la presidencia vitalicia era prácticamente una monarquía, pero no fue escuchado. El decreto por el cual fue nombrado presidente vitalicio estipulaba que se declarara presidente perpetuo de la República al «Excelentísimo señor capitán general don Rafael Carrera»; que Carrera tuviera la facultad de nombrar sustituto interino, por ausencia o fallecimiento; convocar y disolver, cuando lo estimara conveniente, a la Cámara de representantes, designando los negocios sobre los que esta debe de deliberar en sus reuniones; y mandar hacer nuevas elecciones de diputados, por los que resulten disidentes; y que la duración de la Cámara de Representantes fuera de siete años.

### Guerra contra los Filibusteros (1856)

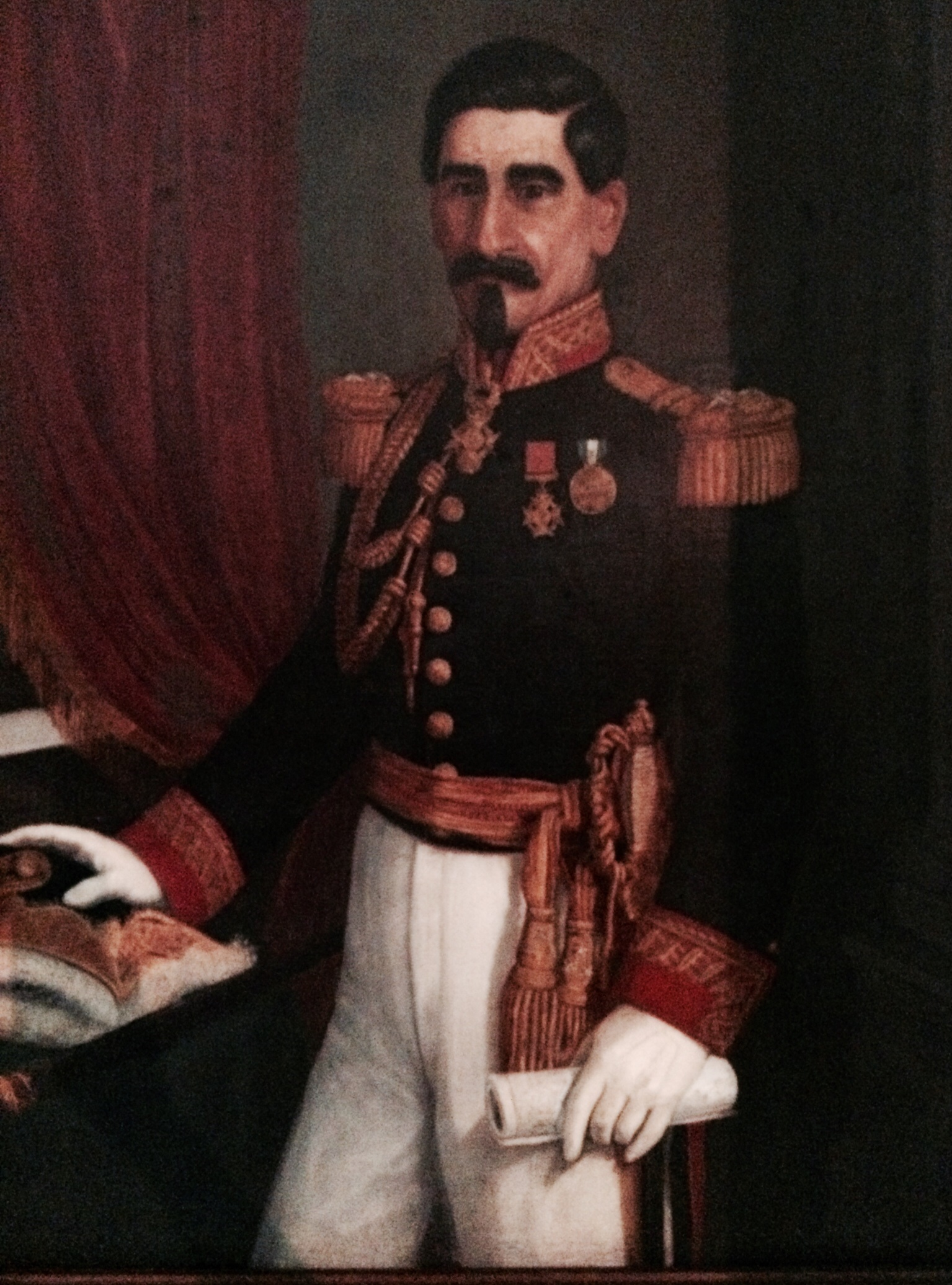
Coronel José Víctor Zavala. Comandante de las fuerzas guatemaltecas durante la Guerra contra los Filibusteros.
Museo Nacional de Historia de Guatemala

El 5 de mayo de 1856, el general Mariano Paredes, expresidente de Guatemala, partió con 500 hombres hacia Nicaragua. El propio Carrera y algunos de los principales miembros de la sociedad guatemalteca iban en la expedición. Los Estados Unidos habían reconocido el gobierno nicaragüense de William Walker, a lo que todos los gobiernos conservadores de Centroamérica respondieron mandando ejércitos para derrocar al filibustero
El entonces coronel José Víctor Zavala se incorporó a la columna guatemalteca en El Salvador, donde se encontraba entonces, y Francisco Dueñas, nuevo presidente de El Salvador, movilizó ochocientos hombres al frente del general Ramón Belloso. Zavala terminó comandando el contingente de Guatemala durante la Guerra Nacional de Nicaragua en 1856, como parte del Ejército Aliado Centroamericano tras la muerte del General Mariano Paredes. Durante el conflicto, Zavala entró en discordia con el comandante general de los aliados, el salvadoreño Belloso. El día 12 de octubre de 1856, durante el sitio de Granada, Zavala realizó un acto de valentía al atravesar la plaza de la ciudad hacia la casa donde se resguardaban los filibusteros bajo fuego intenso, logrando arrancar la bandera del enemigo; asimismo, Zavala recibió bajo su autoridad la ciudad de Rivas el 1 de mayo de 1857, una vez que William Walker se rindió.
| «Bien conocidos son los sucesos ocurridos en Nicaragua desde que, en octubre del año pasado, unos pocos extranjeros, procedentes de California, se apoderaron en aquella república de la autoridad, aprovechándose del agotamiento que habían producido la discordia y una prolongada lucha intestina». «Vais a defender una causa santa: la causa de nuestra religión y de nuestra raza. A vuestros hermanos de Costa Rica ha cabido el honor de derramar la primera sangre en defensa de la patria. Vosotros vais acreditar que, en Guatemala estamos dispuestos a sacrificar todo por ella. Tengo entera confianza en el jefe que os manda y en vuestro valor y sufrimiento. Yo os seguiré de cerca, con todos vuestros compañeros si fuera necesario. Entre tanto, os recomiendo la más estrecha unión con vuestros hermanos de El Salvador, Honduras y Costa Rica para llevar a cabo la obra común de lanzar del país a los que, sin derecho alguno, han venido a mezclarse en nuestras disenciones y a amenazarnos con la más oprobiosa servidumbre.» —Tomado de: Hernández de León, Federico (14 de mayo de 1959). «El capítulo de las efemérides: Guerra contro los filibusteros de Walker». Diario La Hora (Guatemala). |

### Tratado Wyke-Aycinena: Convención de límites de Belice (1859)

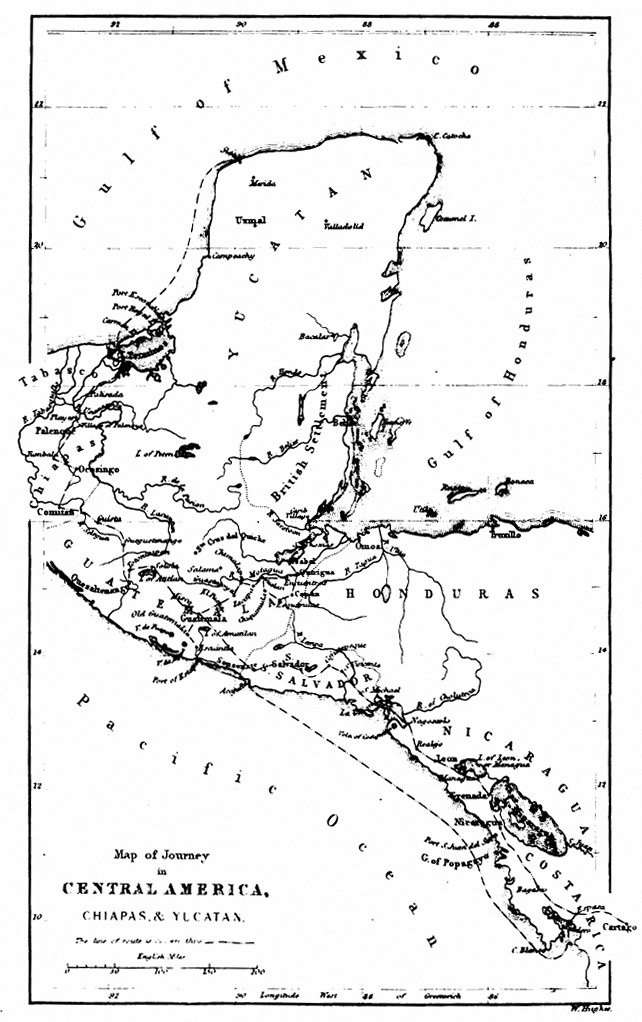
Mapa de la región de Yucatán, Belice, Guatemala, Honduras y El Salvador en 1839. Obsérvese que las fronteras entre México, Guatemala y Belice no estaban definidas.

El área que ocupa Belice en la península de Yucatán nunca fue ocupada por España o Guatemala, aunque España efectuó algunas expediciones exploratorias en el siglo xvi que le sirvieron de base para luego reclamar el área como suya; Guatemala simplemente heredó ese argumento para reclamar el territorio, pese a que nunca envió expediciones al área luego de la independencia debido a las guerras que se produjeron en Centroamérica entre 1821 y 1860. Por su parte, los ingleses habían establecido pequeños asentamiento desde mediados del siglo xvii, principalmente para bases de bucaneros y luego para explotación maderera; los asentamientos nunca fueron reconocidos como colonias británicas aunque estaban de alguna forma regidos por el gobierno inglés de la colonia de Jamaica.. En el siglo xviii Belice se convirtió en el principal punto de contrabando en Centroamérica aunque luego los ingleses reconocieron la soberanía española de la región por medio de los tratados de 1783 y de 1786, a cambio de que se terminaran las hostilidades con España y que los españoles autorizaran a los súbditos de la Corona británica a explotar las maderas preciosas que había en Belice.
Tras la independencia de la región centroamericana de la corona española en 1821, Belice se convirtió en la punta de lanza de la penetración comercial británica en el istmo centroamericano; casas comerciales inglesas se establecieron en Belice e iniciaron unas prósperas rutas comerciales con los puertos caribeños de Guatemala, Honduras y Nicaragua.
Los liberales tomaron el poder en Guatemala en 1829 tras vencer y expulsar a los miembros del Clan Aycinena y el clero regular de la Iglesia Católica e iniciaron un reclamo formal pero infructuoso sobre la región beliceña; esto, a pesar de que por otra parte, Francisco Morazán -entonces presidente de la Federación Centroamericana- en lo personal inició tratos comerciales con los ingleses, en especial el comercio de caoba. En Guatemala, el gobernador Mariano Gálvez entregó varias concesiones territoriales a ciudadanos ingleses, entre ellos la mejor hacienda de la Verapaz, Hacienda de San Jerónimo; estos tratos británicos fueron aprovechados por los curas párrocos en Guatemala -ya que el clero secular no había sido expulsado por no tener propiedades ni poder político- para acusar a los liberales de herejía e iniciar una revolución campesina contra los herejes liberales y a favor de la verdadera religión. Cuando llegó Rafael Carrera al poder en 1840 luego del triunfo de la revolución, no solamente no continuó con los reclamos sobre el territorio beliceño, sino que estableció un consulado guatemalteco en la región para velar por los intereses de Guatemala en ese importante punto comercial. El comercio beliceño fue preponderante en la región hasta 1855, en que los colombianos construyeron un ferrocarril transoceánico en Panamá en 1855, permitiendo que el comercio fluyera más eficientemente en los puertos del Pacífico guatemalteco; a partir de este momento, Belice empezó a declinar en importancia.
Cuando se inició la Guerra de Castas en Yucatán -alzamiento indígena que dejó miles de colonos europeos asesinados- los representantes beliceños y guatemaltecos se pusieron en alerta; los refugiados yucatecos llegaban huyendo a Guatemala y a Belice e incluso el superintendente de Belice llegó a temer que Carrera -dado su fuerte alianza con los indígenas guatemaltecos- estuviera propiciando las revoluciones indígenas en Centroamérica. En la década de 1850, los ingleses demostraron tener buena voluntad hacia los países centroamericanos: se retiraron de la Costa de los Mosquitos en Nicaragua e iniciaron negociaciones que resultarían en la devolución del territorio en 1894, regresaron las Islas de la Bahía a Honduras e incluso negociaron con el filibustero estadounidense William Walker en un esfuerzo para evitar que éste invadiera Honduras tras apoderarse de Nicaragua. Y firmaron un tratado sobre la soberanía de Belice con Guatemala -tratado que ha sido reportado desde entonces en Guatemala como el mayor error del gobierno conservador de Rafael Carrera-.
Aycinena, como Ministro de Relaciones Exteriores, se había esforzado en mantener relaciones cordiales con la Corona británica. En 1859, la amenaza de William Walker se presentó nuevamente en Centroamérica; a fin de obtener las armas necesarias para enfrentarlo, el régimen de Carrera tuvo que cederle el territorio de Belice al Imperio Británico. El 30 de abril de 1859 se celebró la convención entre los representantes de Gran Bretaña y Guatemala para definir los límites con Belice, tras la cual se emitió un decreto en el que Guatemala se vio favorecida en el artículo séptimo, que estipula que Inglaterra abriría por su cuenta una vía de comunicación terrestre de la ciudad de Belice hasta la ciudad de Guatemala.
El controversial tratado Wyke-Aycinena de 1859 tenía dos partes:
- Los primeros seis artículos definían claramente la frontera Guatemala-Belice: Guatemala reconocía la soberanía inglesa sobre el territorio de Belice.[57]
- El séptimo artículo versa sobre la construcción de un camino hacia la Ciudad de Guatemala, el cual sería beneficioso para ambas partes, dado que Belice había perdido su importancia comercial desde la construcción del ferrocarril transoceánico en Panamá en 1855 y Guatemala necesita una vía de comunicación eficiente hacia la costa atlántica.  Sin embargo, el camino nunca se construyó, primero porque los términos del artículo no estaban claros, lo que llevó a disputas entre guatemaltecos en ingleses sobre la ubicación exacta del camino, y luego, tras el derrocamiento de los conservadores en 1871 los liberales utilizaron el argumento de que el camino no estaba construido y dieron el tratado como nulo.[54]

Entre los firmantes del tratado figuraba el escritor y diplomático guatemalteco José Milla y Vidaurre, quien en aquel entonces laboraba junto a Aycinena en el Ministerio de Relaciones Exteriores. El tratado fue ratificado por Carrera el 1 de mayo de 1859, mientras que el cónsul de Inglaterra en Guatemala, Charles Lennox Wyke, viajó a Gran Bretaña para obtener la ratificación real, regresando a Guatemala el 26 de septiembre de 1859. Hubo algunas protestas del cónsul estadounidense en Guatemala, Beverly Clarke, y de algunos diputados, pero el asunto se dio por terminado.

### Guerra entre Guatemala y El Salvador de 1863

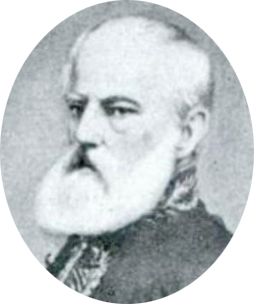
Coronel Antonio José de Irisarri, embajador de Guatemala ante el gobierno de Estados Unidos de 1847 a 1868.

En 1863, el coronel Antonio José de Irisarri, embajador de Guatemala y El Salvador ante el gobierno de EE. UU., dejó de representar a El Salvador, pues se declaró la guerra entre el gobierno liberal de ese país, al mando de Gerardo Barrios, y el conservador de Guatemala, al mando del general Rafael Carrera; los liberales salvadoreños, ansiosos de establecer una federación liberal en toda Centroamérica querían acabar con el régimen pro-catolicismo que imperaba en Guatemala y la acusaron de haber invadido con hordas de forajidos el territorio de Santa Ana en El Salvador.
Las políticas del general Barrios estaban basadas en los textos morazanicos de legislación, y solo era cuestión de tiempo que le provocaran dificultades con su vecino, que era el refugio de los conservadores; de hecho, los conservadores liderados por Francisco Dueñas residían en Guatemala desde que Barrios había ascendido al poder. Además, Carrera había sido enemigo mortal de Morazán y había jurado destruir la tumba de este, que estaba en El Salvador luego de los vejámenes que Morazán perpetró contra campesinos guatemaltecos y familiares de Carrea en 1840.
Para 1862 los ataques entre ambos países eran repetidos, y los periódicos oficiales de Guatemala y El Salvador se acusaban mutuamente de interferencia política. Guatemala rompió relaciones formales con El Salvador el 4 de diciembre de 1862 luego de un artículo en contra del Gobierno de Guatemala, acusándolo de protección a los exiliados salvadoreños, publicado en la Gaceta Oficial de El Salvador el 20 de noviembre de 1862.

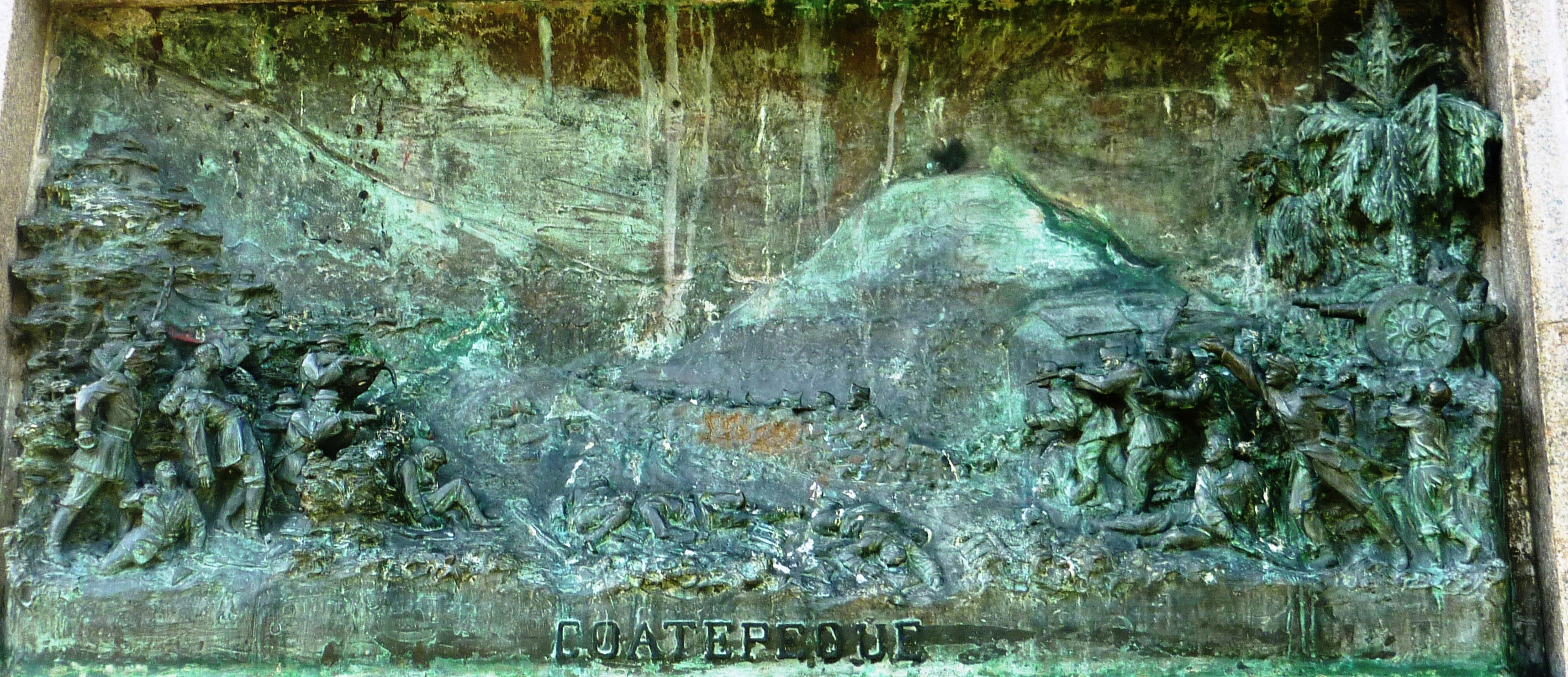
Batalla de Coatepeque en el monumento a Barrios en El Salvador.

Barrios estableció su cuartel general en Coatepeque, a principios de febrero de 1863; Carrera, por su parte, movilizó sus fuerzas a lo largo de la frontera salvadoreña y ocupando las ciudades principales a lo largo de la misma. Finalmente, Carrera estableció su cuartel general en Santa Ana.
El enfrentamiento entre ambos ejércitos ocurrió entre el 22 y el 24 de febrero de 1863, donde el ejército salvadoreño obtuvo una importante victoria; al mismo tiempo El Salvador y Nicaragua rompieron relaciones diplomáticas tras la fallida invasión del general Máximo Jerez en San Felipe.

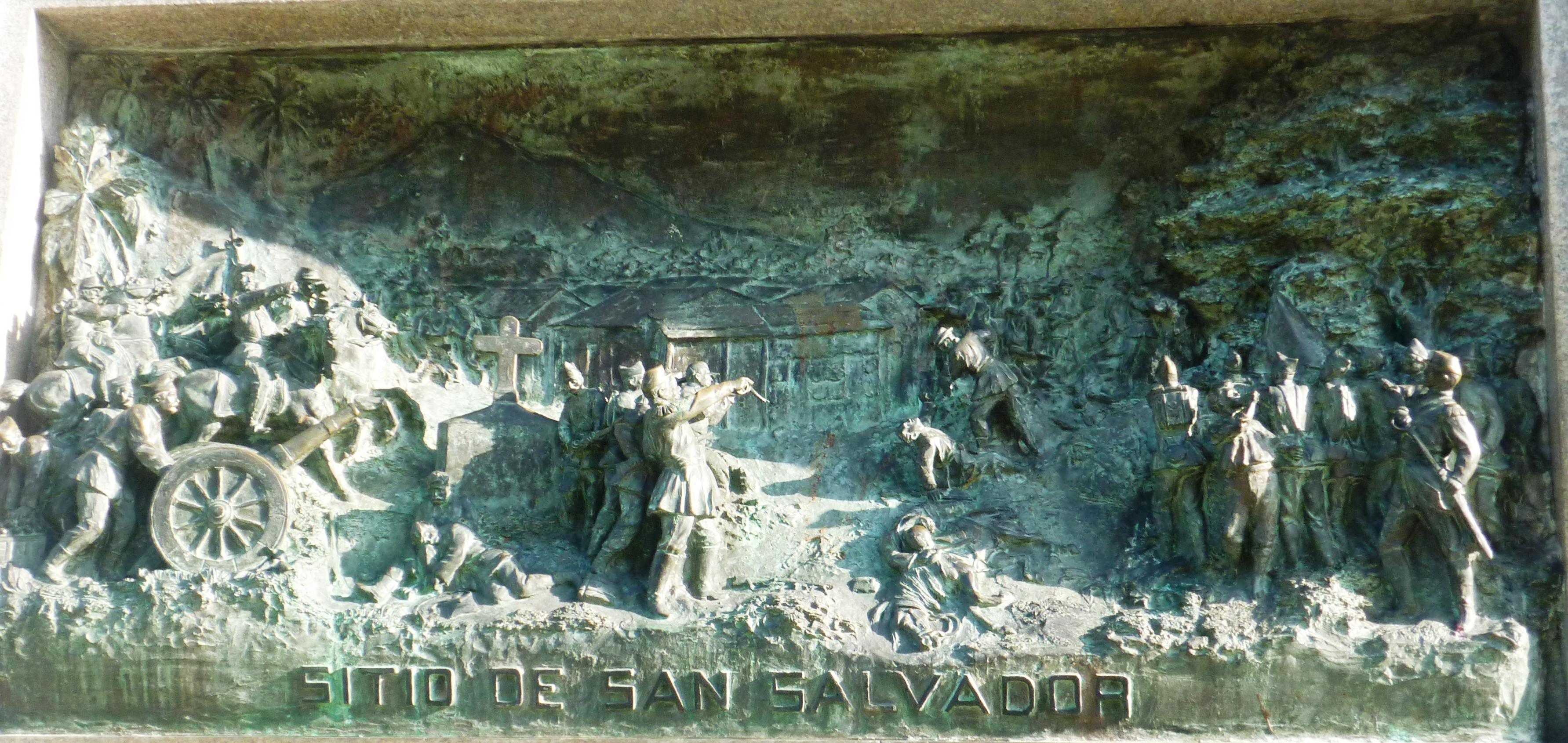
Sitio de San Salvador.

En junio de 1863, Carrera invadió nuevamente a El Salvador, mientras que el presidente de Nicaragua, proporcionó armamento y tropa a los generales Florencio Xatruch y Juan José Bonilla, para que combatieran a Barrios y a Francisco Montes; los hondureños fueron derrotados en la Batalla de Santa Rosa de Copán, dando inicio a la invasión de El Salvador el 19 de junio. Entonces se produjeron numerosas deserciones en el ejército salvadoreño, entre ellas la del comandante de Santa Ana, general Santiago González, lo que facilitó la ocupación de esa plaza, a la que entró el general Carrera el 4 de julio. Barrios, por su parte, tuvo que atrincherarse en San Salvador, mientras que los exiliados conservadores salvadoreños en Guatemala proclamaron presidente a Francisco Dueñas el 10 de junio.
Poco a poco, las fuerzas guatemaltecas cercaron al gobierno de Barrios por el occidente, y las fuerzas de Nicaragua por el oriente; finalmente, el 28 de septiembre los ejércitos invasores se encontraron iniciaron el sitio de San Salvador; en octubre, Carrera ordenó fuego contra la ciudad, y cuando ya faltaba el agua, la capital salvadoreña se rindió el 26 de octubre. Ese mismo día el general Barrios huyó de San Salvador. Carrera fue al cementerio en donde estaba el mausoleo de Morazán y dio orden de que lo destruyeran a cañonazos.
Así pues, la guerra se decidió en favor de las fuerzas guatemaltecas lideradas por Carrera, mientras que el conflicto diplomático entre Irisarri, y el doctor Lorenzo Montúfar —guatemalteco liberal que estaba representando los intereses del gobierno de Gerardo Barrios en perjuicio de los del gobierno conservador de Guatemala— dejó para la posteridad sendas cartas públicas que manifiestan la postura histórica y política de sus respectivos partidos y países en ese momento:
- Irisarri, Antonio José de (31 de octubre de 1863). Carta de don José de Irisarri a don Lorenzo Montúfar. Brooklyn, Nueva York.
- Montúfar, Lorenzo (1891). «Contestación de don Lorenzo Montúfar á don Antonio José de Irisarri: publicada en Londres el año de 1863». Club Liberal (2.ª edición) (Guatemala: La Unión).

### Gobierno del mariscal Vicente Cerna
En 14 de abril de 1865 murió el general Rafael Carrera, y la asamblea se reunió el 3 de mayo para elegir al hombre que debería sustituirlo en la presidencia de la República, saliendo destinado el mariscal Cerna, quien aún desempeñaba el puesto de corregidor de Chiquimula. El consejero de Estado, Manuel Francisco González no logró superar los 26 votos.
Entre los logros de su mandato figuran la introducción del telégrafo, el estudio de líneas de ferrocarril y la construcción del puerto de San José en el Pacífico. Sin embargo, no fue capaz de prever la transición de la exportación del añil hacia la del café, manteniendo el país en un estado de feudalismo, según palabras de Miguel Ángel Asturias en su libro Hombres de maíz.
Su estilo de gobierno autoritario y represivo levantó los ánimos de la oposición liberal.  El levantamiento de Serapio Cruz en 1867 fue sofocado y Cerna fue elegido de nuevo el 17 de enero de 1869, lo que provocó protestas lideradas por Luis Rubio, quien falleció en los altercados. De nuevo Cruz y Justo Rufino Barrios se levantaron pero fueron derrotados el 1 de enero de 1870 tras lo cual Cruz fue decapitado y su cabeza exhibida públicamente y llevada en una canasta desde Palencia hasta Guatemala.
Los autores liberales como Alfonso Enrique Barrientos describen así el gobierno del Mariscal Cerna:
«Un gobierno conservador y retrógrado, mal organizado y peor intencionado, piloteaba el país, centralizando los poderes en Vicente Cerna, mílite ambicioso que, no contento con ostentar el grado de general, se había autoascendido a Mariscal, o obstante que ese grado no existía ni existe en la organización militar guatemalteca. El mariscal se decía Presidente de la República, pero en realidad era el capataz de un pueblo oprimido y vejado, adulador y cobarde que no se había atrevido ni siquiera a decir al dictador que se retirara de la presidencia amenazándolo con la revolución».

Ante estas afirmaciones, algunas observaciones son necesarias:
1. Por gobierno conservador, retrógrado y mal organizado Barrientos quiere decir que no había separación entre Iglesia y Estado ya que el gobierno conservador estaba fuertemente ligado al poder de las órdenes regulares de la Iglesia Católica, quienes estaban entonces entre los principales terratenientes de Guatemala.  La estrecha relación entre Estado e Iglesia en Guatemala había sido ratificada mediante el Concordato de 1852, el cual estuvo vigente hasta la caída de Cerna.[47]
2. El pueblo oprimido y vejado: se refiere aquí a los liberales, quienes no se habían atrevido a alzarse durante el gobierno de Carrera (1840-1865) porque hasta los generales liberales como Serapio Cruz se habían dado cuenta de que el poder político y militar de Carrera era considerable y prácticamente invencible, e incluso hasta pelearon bajo sus órdenes.[59] Los liberales esperaron a que muriera Carrera para alzarse y dirigieron contra Cerna todo el encono que hasta entonces tenían contenido.
3. El grado de Mariscal sí existía en el ejército guatemalteco en ese entonces:  tras la invasión a El Salvador fueron ascendidos a mariscales los oficiales Serapio Cruz -Tata Lapo- y José Víctor Zavala -el Mariscal Zavala-, quienes habían sido de gran importancia en la vida militar del país en la segunda mitad del siglo xix.[72]

Durante su gobierno se persiguió y se castigó con la cárcel y el destierro a los miembros del partido liberal que encabezaban la oposición, entre los que estaban los iniciadores de la Revolución Liberal de 1871. Por esos días vivía en Guatemala el intelectual hondureño Ramón Rosa, quien empezó a editar el periódico El Centroamericano, el cual era de tendencia liberal y que atacaba fuertemente al gobierno conservador.
Finalmente, el presidente mexicano Benito Juárez envió refuerzos a las tropas estacionadas en Chiapas hasta Guatemala, comandadas por Miguel García Granados y Justo Rufino Barrios. Tras dos derrotas devastadoras el 23 de junio en Totonicapán y el 28 en San Lucas Sacatepequez, Cerna abandonó la presidencia del país el 28 de junio de 1871.

## Símbolos patrios durante el gobierno de los 30 años
Durante el gobierno de Carrera y Turcios, los emblemas de Guatemala incluyeron referencias a la creación de la República de Guatemala el 21 de marzo de 1847, y al origen español del país, incluyendo los colores rojo y amarillo de la bandera española.  Los emblemas fueron:
Escudos de Guatemala durante el gobierno de Carrera

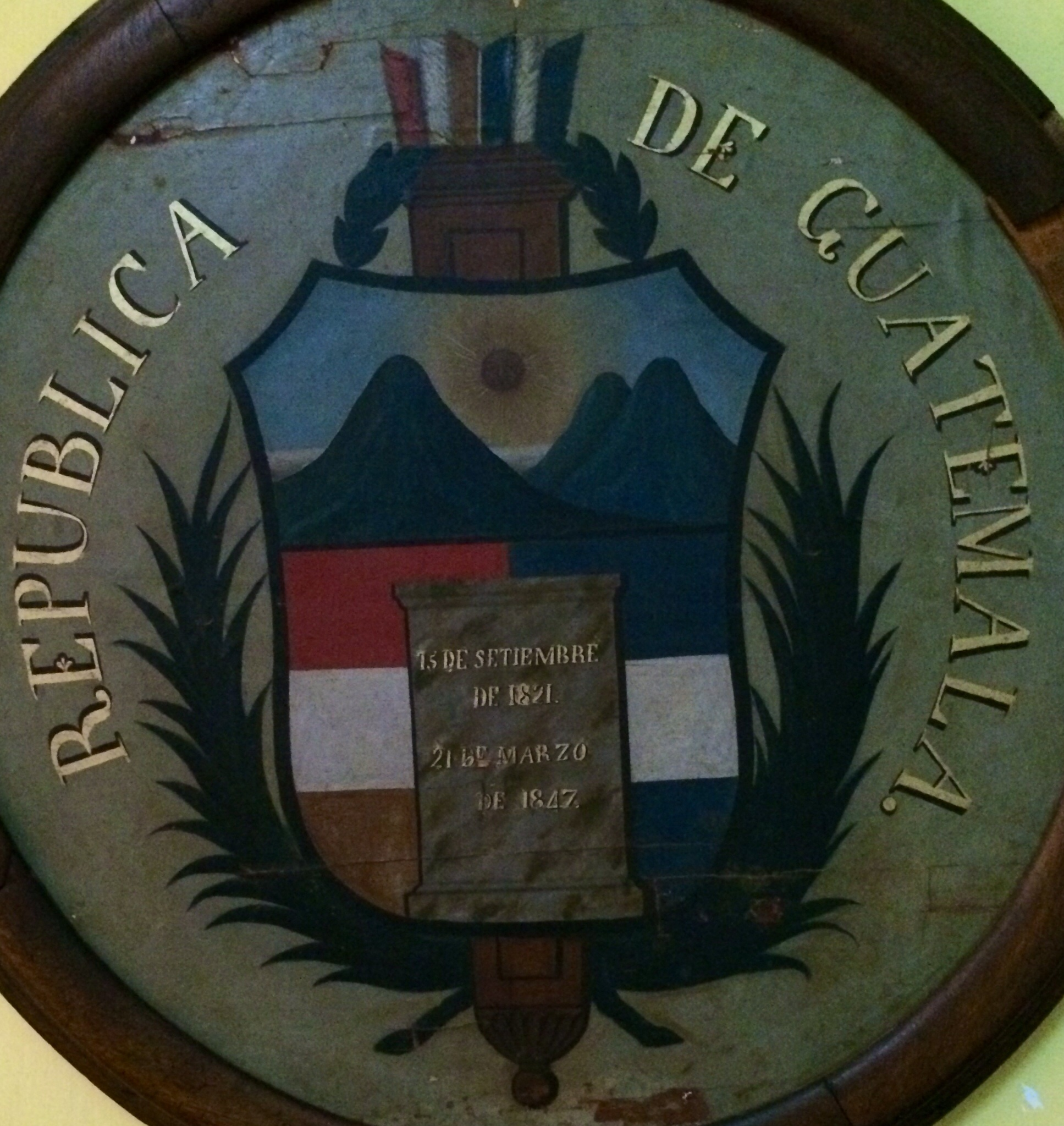
Primer escudo de la República de Guatemala 1847 a 1858
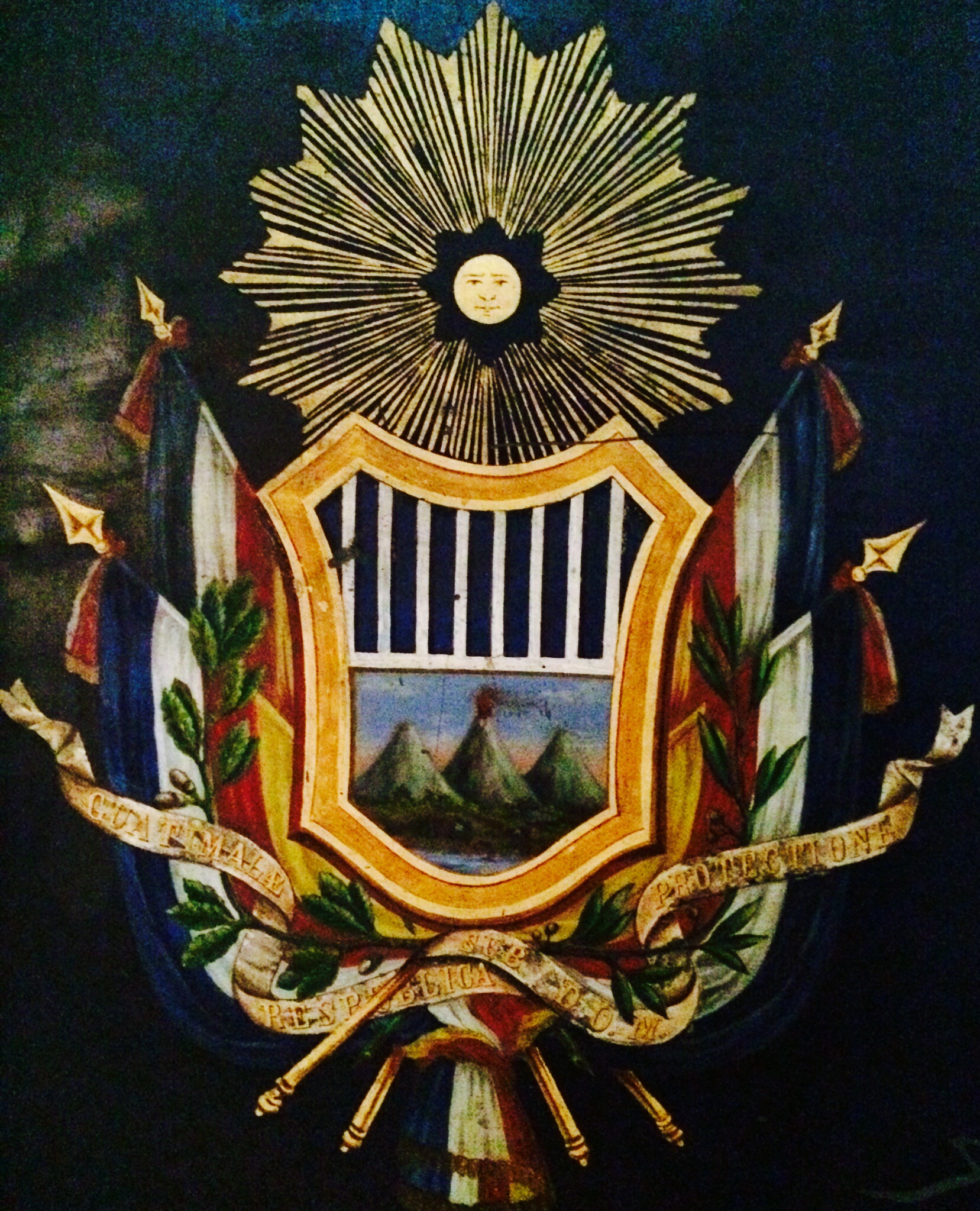
Segundo escudo de la República de Guatemala 1858 a 1871

## Infraestructura
Durante su gobierno, el general Carrera mandó construir varios edificios, tanto militares como civiles, que fueron los primeros edificios monumentales que tuvo el país.  Gran aficionado a la ópera y a instancias de su amante Josefa Silva -que era actriz y cantante profesional y que instruyó a Carrera en canto y lectura-, el general Carrera mandó a construir el majestuoso Teatro Nacional que fue nombrado en su honor como «Teatro Carrera», ubicado en la Plaza Vieja. Tras la revolución liberal de 1871, el teatro pasó a llamarse «Teatro Nacional» y en él se presentaron importantes compañías teatrales y de ópera; finalmente, el teatro fue remodelado en 1892 para celebrar el cuarto centenario del descubrimiento de América y fue llamado entonces «Teatro Colón».
Otro edificio fue el Fuerte de San José Buena Vista, el cual tenía una ubicación privilegiada por estar en un pequeño cerro desde donde se divisaba tanto a la ciudad como a los posibles atacantes que quisieran sitiarla; este fuerte lo construyó Carrera luego de haber construido el de Matamoros, el cual está en el barrio de La Candelaria, y por el que fue muy criticado ya que el fuerte fue construido en esa zona por ser allí donde nació el general y no tenía ninguna ventaja estratégica.

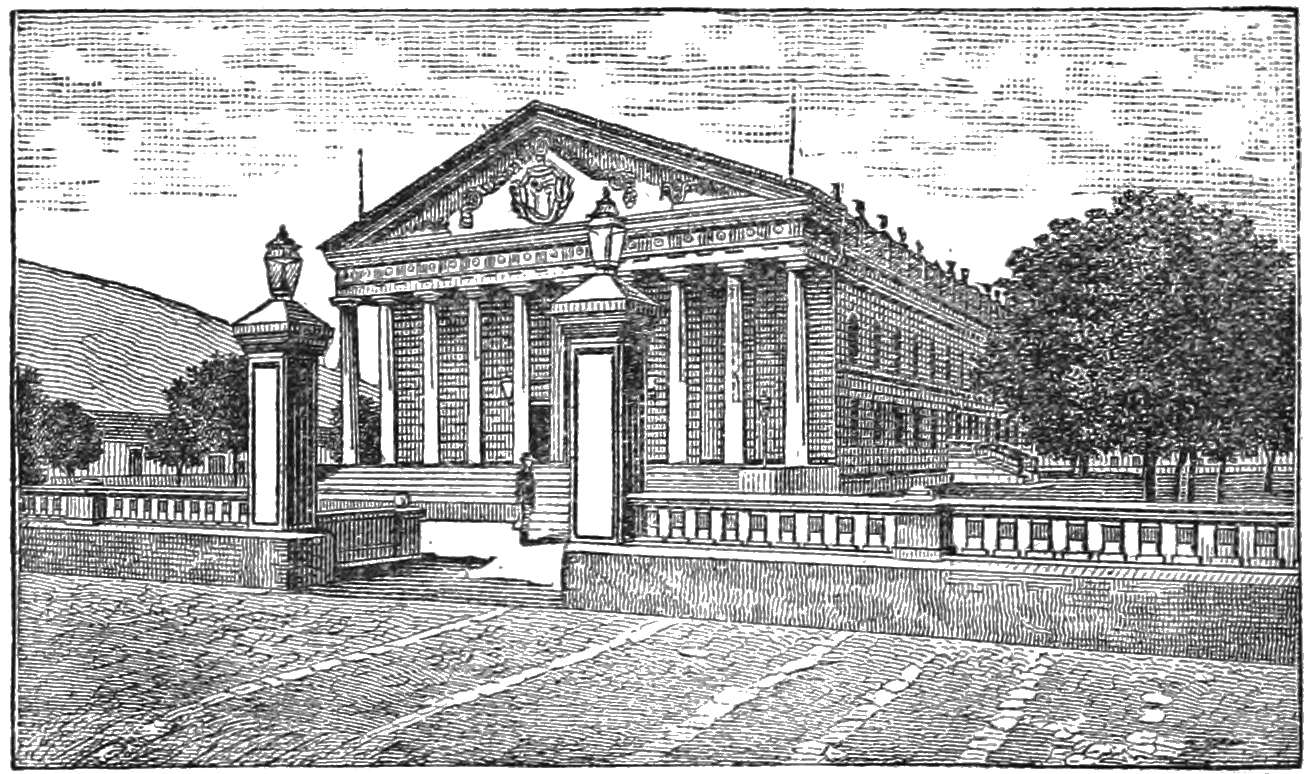
Teatro Nacional en 1884.
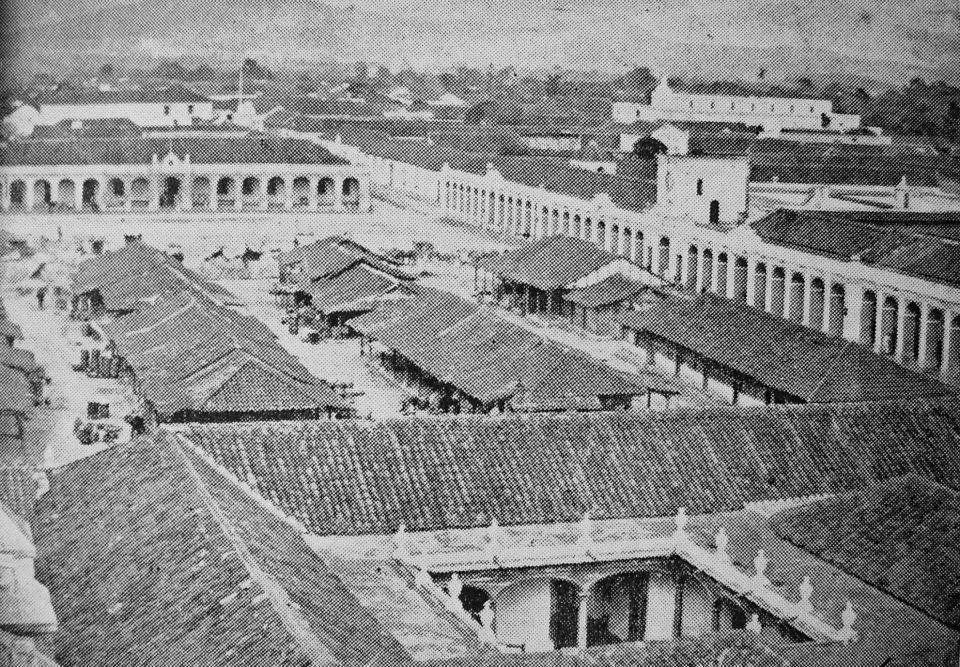
Así lucía la Plaza de Armas durante el gobierno de Carrera. A la derecha el Ayuntamiento o «Portal del Señor».
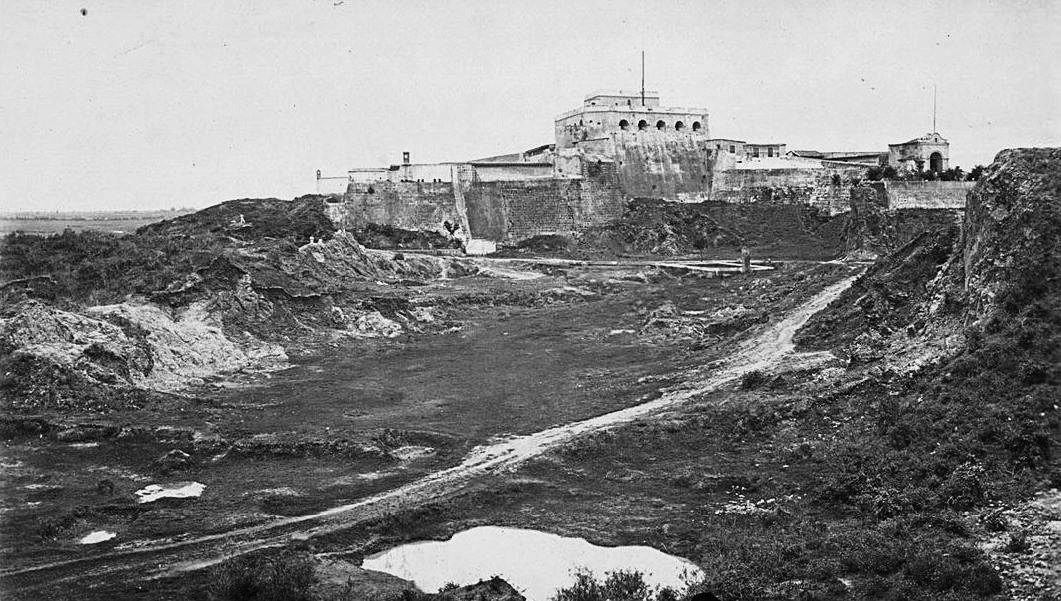
Fuerte de San José Buena Vista en 1875.

Durante el gobierno de Rafael Carrera, a la capital de Guatemala que por mucho tiempo se llamó «la Corte» y entonces tenía pocas calles empedradas y muy pocas aceras. No había casas de dos pisos, exceptuando la casa de Matheu -que luego fue utilizada como mansión presidencial por los gobiernos liberales-, la de Piñol, que luego fue el Banco Colombiano; la de Batres y la de Roma, que luego se unieron para formar el Gran Hotel.
En cuanto a locomoción únicamente había carruajes tirados por mulas. El general Carrera tenía un regular carruaje, en el que iba siempre rodeado de ocho o diez batidores, armados de lanzas. Se iluminaba la ciudad con velas de sebo; y no fue sino hasta el final del gobierno de Vicente Cerna y Cerna que se introdujo el alumbrado de petróleo. Los desagües iban a flor de tierra y las medidas higiénicas eran prácticamente inexistentes.

## Religión
Muchos personajes de esa época decididamente clerical desaparecieron tras la Reforma Liberal de 1871: los asoleados, los serenos, los frailes, y los terceros. Había una cantidad considerable de frailes y sacerdotes quienes llevaban las indumentarias características de sus respectivas órdenes: 
- Betlemitas: frailes descalzos con largas barbas, y vestido burdo
- Franciscanos: con hábitos azules
- Recoletos: hábitos grises y rojos
- Mercedarios: hábito blanco
- Jesuitas: hábito negro y olorosos a rapé o rosados
- Dominicos: hábito blanco y negro[76]

Las órdenes monásticas ya no eran tan poderosas como lo habían sido antes de la expulsión de 1829, pues habían perdido muchas de sus propiedades en haciendas, ingenios y trapiches cuando Morazán los expulsó de Centroamérica.
Además del arzobispo Francisco de Paula García y Peláez, había otros cuatro o cinco obispos que habitaban en la capital; vestidos de seda morada, con sus sombreros en forma de teja, de los que pendían borlas, iban siempre acompañados por dos o tres jóvenes imberbes vestidos de traje talar, y la multitud se arrodillaba frente a ellos y les besaba la mano, ya que eran objeto de veneración y de culto.

## Educación

### Ley de Pavón

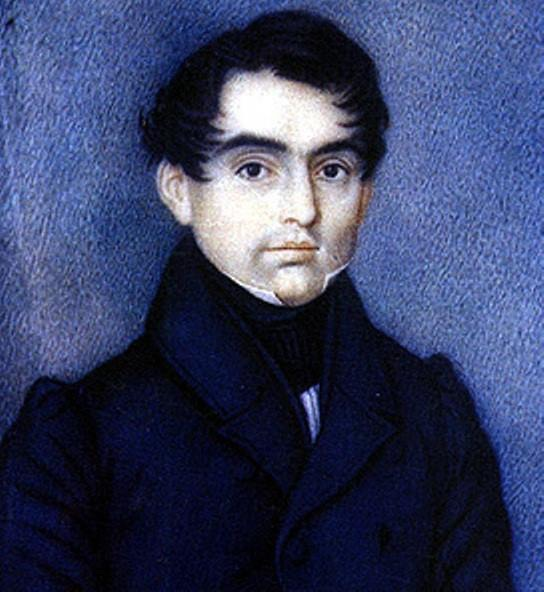
Manuel Francisco Pavón Aycinena, autor de la Ley de Pavón.

La educativa Ley de Pavón enfatizaba que el fundamento de una sólida enseñanza consistía en el aprendizaje de la doctrina de la religión y la moral inculcándole a la juventud desde sus primeros años, así como inculcar el respeto que deben observar para con sus mayores, a los funcionarios y a las autoridades.  La ley fue revisada por el Consejo de Ministros y aprobada por el arzobispo metropolitano.  La ley establecía en cada parroquia por lo menos dos escuelas de primeras letras, una para niños y otra para niñas, tenían el nombre de la parroquia que las albergaba y eran inspeccionadas por una comisión compuesta del cura párroco, de una persona nombrada por el Ayuntamiento y un vecino del lugar electo por el cura párroco y por el miembro nombrado por el Ayuntamiento.  La comisión era la encargada de nombrar a los maestros quienes debían luego ser aprobados por el gobierno, previo consentimiento del corregidor, de la dirección de las escuelas y de la administración de fondos; también le correspondía a la comisión vigilar el buen funcionamiento de las escuelas. La ley especificaba que los maestros debían ser ejemplo para los alumnos y recomendaba que los escogidos fueron de reconocida religiosidad, buenas costumbres, instrucción suficiente, carácter moderado y trato cortés; y por otro lado, no especificaba el nivel de preparación pedagógica que debían tener los maestros. Es más, la Ley de Pavón no contempló la formación de maestros en ningún tipo de escuela específica para su preparación lo que generó un estancamiento educativo que solamente los autodidactas lograron traspasar con éxito.
La ley contemplaba un sistema de celadores que controlaba la disciplina, la asistencia y las cuestiones de salud; en caso de inasistencia, los celadores averiguaban la razón de la misma e incluso visitaban la residencia de los niños para informase mejor al respecto.  Estos celadores aseguraban la regularidad de los cursos y ayudaban a mantener la disciplina, la puntualidad y la salud de las escuelas, manteniendo a la vez un lazo de unión entre las familias y las escuelas. En cuanto a los fondos, estos provenían del corregidor departamental, de las municipalidades y de un impuesto mensual que recibía la comisión de cada parroquia de los vecinos pudientes;  estos fondos no eran fijos y dejaban a las escuelas en precarias condiciones económicas.
Los efectos de la ley fueron beneficiosos para el gobierno conservador, pues alcanzó un efectivo adoctrinamiento que prácticamente cayó en un fanatismo católico que obstaculizó el desarrollo de nuevas ideas.

### Pontificia Universidad de San Carlos de Borromeo
En 1842, se restableció la Pontificia Universidad de San Carlos Borromeo con las facultades que hasta entonces formaban la Academia de Ciencias que había fundado el Dr. Mariano Gálvez y reiniciando la instrucción teológica.  El primer rector de la Universidad fue el presbítero Juan José de Aycinena y Piñol quien además fungía como Ministro de Asuntos Eclesiásticos del gobierno y ya había sido rector de la misma entre 1825 y 1829. Aycinena también convenció a Carrera de permitir de nuevo el acceso de la Compañía de Jesús para encargarse de la educación en Guatemala; los sacerdotes jesuitas acompañaron a los colonos belgas que llegaron en 1844, y luego tuvieron a su cargo el Colegio y Seminario Tridentino de Nuestra Señora de la Asunción que pasó a llamarse «Colegio de Jesuitas».
Los doctores de la Pontificia Universidad de San Carlos Borromeo vestían traje talar en los días de ceremonia. Usaban capelo y borla, precedidos por los maceros y seguidos por bedeles. En la Pontificia Universidad se enseñaban las ciencias teológicas y las escolásticas, así como el derecho romano y las ciencias médicas. Se cursaba allí mismo la filosofía y el latín, y en algún tiempo la lengua k'ach'ikel.
En la clase de lógica los estudiantes defendían el pro y el contra, y aprendían latín sin ningún atisbo de positivismo. El estudio de la historia de Guatemala era mínimo y no había sino conocimientos muy superficiales de geografía, gramática y matemáticas.
| Y el acto era solemne, en verdad. Allá, bajo el dosel presidencial, el señor Rector, algunos individuos del claustro de doctores, y la persona o personas á quien se le dedicaba el acto; en las tribunas, los invitados de categoría, y en la galería nuestros compañeros del alma mater. Y cuando aquel concurso estaba reunido, entrábamos, rapaces temblorosos, con una capa vieja de gro, cuyo alquiler nos costaba un peso, un bonete universitario bamboleándose sobre la coronilla y con un libro bajo el brazo, á tomar asiento al pie de la cátedra y sufrir allí un examen. Aquello era una especie de pugilato intelectual, una batalla entre el sustentante y los réplicas, en la que se lanzaban silogismos á mansalva y tratábamos de destruir las falacias o deshacer las conclusiones de nuestro contrincante. El acto duraba una hora, pasada la cual el sustentante iba á arrodillarse ante el señor Rector y a prestar el juramento en latín, quedando así incorporado en la orden de bachilleres. —Ramón A. Salazar, Recuerdos de mi Juventud 1896. |

Ya con el título de Bachiller en filosofía, se emprendían nuestros estudios mayores que solamente eran tres: clérigo, abogado o médico.
Dado el Concordato de 1852 con la Santa Sede, la carrera clerical era la más conveniente. Con un poco de aplicación, fortuna e influencias, los sacerdotes seculares podían obtener un buen curato, lo que les representaba renta cuantiosa, buena casa, criadas, regalos, dominio absoluto sobre los feligreses, y participación activa en el gobierno del lugar. El resto de estudiantes se dividía entre Derecho y Medicina.
No existía la carrera de ingeniería como tal, pero sí había agrimensores que tenían que recurrir á maestros particulares, pues la profesión era lucrativa. Las cátedras de la Universidad de San Carlos se obtenían por oposición, sistema de que tuvo que prescindirse después porque convenía apartar de ellas á ciertos catedráticos renuentes a las ideas modernas.
La teología dogmática y el derecho canónico estaba en su apogeo. Santo Tomás de Aquino era el filósofo de referencias y la Summa el compendio más utilizado. Basados en esta doctrina, los teólogos de la universidad eran intolerantes, y en los círculos dominantes predominaban las ideas que hicieron de Guatemala el país más teológico y reaccionario a los cambios del positivismo en América.
La física y la química se enseñaban teóricamente, sin aparatos ni cartas explicativas ni experimentos. En aquel tiempo no existían ni laboratorios ni gabinetes y no había anfiteatro anatómico. Los estudiantes carecían de libros de texto y la Biblioteca era inaccesible para los estudiantes. El texto de física de Avendaño -libro de unas cien páginas- sirvió de texto de física, mientras que en química se estudiaba hasta los metaloides.
En la Universidad Pontificia no se estudiaba historia, ni derecho de gentes, ni economía política, ni derecho constitucional, ni literatura; pero sí derecho romano, historia del derecho civil y derecho canónico.